# Brasão de Itueta
O Brasão de Itueta é um dos símbolos oficiais do município brasileiro supracitado, localizado no interior do estado de Minas Gerais.

## Descrição
A parte superior é constituída de uma minúscula bandeira de Minas Gerais e na diagonal há uma faixa azul, representando o Rio Doce. Acima da faixa azul está uma cara de boi à direita e um pé de cana à esquerda, representando as duas atividades de produção. Abaixo da faixa azul há uma linha interditada por pequenos traços, representando a Estrada de Ferro Vitória-Minas. Sobre a faixa azul, está um livro amarelo, com uma estrela de um lado e os dizeres: "Trabalho e Justiça", do outro. A estrela representa a cidade e a frase exprime o trabalho. O livro e sua colocação sobre o Rio Doce significam uma ponte unindo as duas partes de Itueta e as escolas da cidade. Ainda ao lado esquerdo do livro, um pé de arroz representa o cultivo do produto.
No lado direito do brasão há um pé de milho e, ao lado esquerdo, está um pé de café, figurando as mais antigas culturas do município. O brasão está sobre uma faixa amarela, com o nome do município e seu estado. A cor amarela desta faixa representa a data de sua emancipação, a estabilidade econômica e as riquezas.